# جوني ماك مورو
جوني ماك مورو (بالإنجليزية: Johnny Mack Morrow)‏ هو سياسي أمريكي، ولد في 25 نوفمبر 1942 في فاينا في الولايات المتحدة. حزبياً، نشط في الحزب الديمقراطي. وقد انتخب عضو مجلس نواب ألاباما.